# Marisa Field
Marisa Field (ur. 10 lipca 1987 w Comox) – kanadyjska siatkarka, grająca na pozycji środkowej. Od stycznia 2020 występuje w greckiej drużynie AON Argyroupolīs.

## Sukcesy klubowe
Mistrzostwa Uniwersyteckie:
- 2008, 2009

Mistrzostwo Szwajcarii:
- 2015

Mistrzostwo Szwecji:
- 2016

Mistrzostwo Grecji:
- 2017, 2019

## Nagrody indywidualne
- 2011: Najlepsza blokująca Mistrzostw Ameryki Północnej, Środkowej i Karaibów